# Loxicephala nigricoxa
Loxicephala nigricoxa is een rechtvleugelig insect uit de familie Thericleidae. De wetenschappelijke naam van deze soort is voor het eerst geldig gepubliceerd in 1967 door Descamps.